# Rabod von Kröcher
Rabod von Kröcher (n. 30 iunie 1880, Breddin, Brandenburg, Germania – d. 25 decembrie 1945, Groß Brunsrode⁠(d), Lehre, Saxonia Inferioară, Germania) a fost un sportiv ce a reprezentat Germania, medaliat olimpic. A participat la o ediție a Jocurilor Olimpice (1912) în care a câștigat o medalie de argint.

## Participări
Lista de mai jos prezintă principalele competiții la care a participat Rabod von Kröcher de-a lungul carierei.
- equestrian at the 1912 Summer Olympics – individual jumping[*]